# سرای قلمدانی
سرای قلمدانی مربوط به دوره قاجار است و در همدان، خیابان باباطاهر، راسته بازار نخود بریزها، سرای قلمدانی واقع شده و این اثر در تاریخ ۱۱ شهریور ۱۳۸۲ با شمارهٔ ثبت ۹۸۵۹ به‌عنوان یکی از آثار ملی ایران به ثبت رسیده است.